# Copelatus angolensis
Copelatus angolensis är en skalbaggsart som beskrevs av Peschet 1924. Copelatus angolensis ingår i släktet Copelatus och familjen dykare. Inga underarter finns listade i Catalogue of Life.